# Partido di Tapalqué
Il partido di Tapalqué è un dipartimento (partido) dell'Argentina facente parte della provincia di Buenos Aires. Il capoluogo è Tapalqué.